# Третяков Петро Іванович
Петро Іванович Третяков (31 жовтня 1927, село Александровка, тепер Костанайської області, Республіка Казахстан — жовтень 2018, місто Москва) — радянський діяч, 1-й секретар Сахалінського обласного комітету КПРС. Кандидат у члени ЦК КПРС у 1981—1986 роках. Член ЦК КПРС у 1986—1989 роках. Депутат Верховної Ради СРСР 10—11-го скликань.

## Життєпис
Народився в селянській родині. У 1945 році закінчив середню школу в місті Кустанаї Казахської РСР.
У 1946—1951 роках — студент Уральського лісотехнічного інституту.
У 1951—1953 роках — інженер, старший інженер Углегорського ліспромгоспу Сахалінської області; начальник лісопункту Первомайського (Муйського) ліспромгоспу Сахалінської області. У 1953—1961 роках — головний інженер Лєсогорського ліспромгоспу Сахалінської області.
Член КПРС з 1957 року.
У березні 1961—1963 роках — голова виконавчого комітету Лєсогорської районної ради депутатів трудящих Сахалінської області.
У 1963—1965 роках — голова виконавчого комітету Томаринської районної ради депутатів трудящих Сахалінської області.
У 1965—1970 роках — голова виконавчого комітету Поронайської міської ради депутатів трудящих Сахалінської області.
У 1970—1972 роках — 1-й секретар Поронайського міського комітету КПРС Сахалінської області.
У листопаді 1972 — липень 1978 року — завідувач відділу організаційно-партійної роботи Сахалінського обласного комітету КПРС.
У липні — 23 грудня 1978 року — секретар Сахалінського обласного комітету КПРС.
23 грудня 1978 — 17 червня 1988 року — 1-й секретар Сахалінського обласного комітету КПРС.
З червня 1988 року — персональний пенсіонер союзного значення в Москві.
Помер у жовтні 2018 року в Москві.

## Нагороди і звання
- орден Леніна
- орден Жовтневої Революції
- орден Трудового Червоного Прапора
- три ордени «Знак Пошани»
- медаль «За доблесну працю. В ознаменування 100-річчя з дня народження Володимира Ілліча Леніна» (1970)
- медалі